# Chiesa di Santo Stefano Protomartire (Piobbico)
La chiesa di Santo Stefano Protomartire, nota anche solo come chiesa di Santo Stefano, è la parrocchiale di Piobbico, in provincia di Pesaro e Urbino e arcidiocesi di Urbino-Urbania-Sant'Angelo in Vado; fa parte dell'unità pastorale di Candigliano.

## Storia
La primitiva chiesa sorse intorno al XIII o al XIV secolo; questo luogo di culto crollò a causa del terremoto verificatosi il 3 giugno 1781 e, durante il collasso della struttura, rimasero uccisi il parroco e i fedeli che stavano assistendo alla funzione.
Il nuovo parroco don Ulderico Matterozzi-Brancaleoni, che prima di prendere i voti era stato feudatario del paese, promosse assieme al fratello Antonio Francesco la ricostruzione della chiesa. I lavori iniziarono nel 1784; la nuova parrocchiale, situata in posizione diversa rispetto al luogo di culto medievale, venne portata a compimento nel 1790 e poi consacrata il 23 giugno 1793.
Nel 1969 venne realizzato l'adeguamento liturgico secondo le norme postconciliari mediante la separazione di parte dell'altare maggiore e l'adattamento del blocco distaccato come mensa rivolta verso l'assemblea.
La parrocchiale e la canonica furono interessate nel 2007 da un intervento di ristrutturazione e di omologazione degli impianti.

## Descrizione

### Esterno
La facciata a salienti in mattoni della chiesa, rivolta a nordest e scandita da lesene, si compone di tre corpi: quello centrale, più alto e suddiviso in due registri da una cornice marcapiano con fregio a metope e triglifi alternati, presenta il portale d'ingresso lunettato e una finestra ed è coronato dal frontone triangolare; le due ali laterali, abbelliti da archi a tutto sesto, sono caratterizzate da finestrelle e concluse da semitimpani.
Annesso alla parrocchiale è il campanile a base quadrata, la cui cella presenta su ogni lato una monofora a tutto sesto ed è coperta dal tetto a quattro falde.

### Interno
L'interno dell'edificio, la cui pianta è di forma ovale, si compone di un'unica navata, sulla quale si affacciano le nicchie con statue e le cappelle laterali, introdotte da archi a tutto sesto, e le cui pareti sono scandite da lesene terminanti con capitelli ionici e sorreggenti la trabeazione modanata e aggettante sulla quale si imposta la volta abbellita da pitture; al termine dell'aula si sviluppa il presbiterio, rialzato di due gradini e chiuso dall'abside di forma semicircolare.
Qui sono conservate diverse opere di pregio, tra le quali la pala con soggetto la Lapidazione di San Lorenzo, datata 1570 e attribuita a Giustino Salvolini, la tela seicentesca ritraente la Deposizione di Cristo dalla Croce, eseguita forse da Girolamo Cialdieri, e il dipinto raffigurante il Riposo della Sacra Famiglia durante il rientro dalla fuga in Egitto, realizzata da Federico Barocci.